# Ardaschir
Ardaschir oder Ardashir (mittelpersisch  [Buch-Pahlavi] 𐭠𐭥𐭲𐭧𐭱𐭲𐭥 ʾrtḥštr [Inschriftliche Pahlavi]) oder Ardeschir bzw. Ardeshir (Ardašir, persisch اردشیر) ist ein männlicher persischer Vorname und der Name mehrerer persischer Großkönige aus dem Hause der Sassaniden:
- Ardaschir I. (3. Jahrhundert)
- Ardaschir II. (4. Jahrhundert)
- Ardaschir III. (7. Jahrhundert)

Siehe auch:
- Ardeshir Hosseinpour
- Ardeshir Irani
- Ardeschir Zahedi